# Armando Calil Bulos
Armando Calil Bulos (* 5. September 1915 in Tubarão; † 13. Juni 1999) war ein brasilianischer Rechtsanwalt und Politiker.
Er wurde als Sohn des Paulo Calil Bulos und der Diba Calil Bulos geboren. 1940 erwarb er an der Universidade Federal do Paraná den Grad eines Bachelors im Fach Rechtswissenschaften.
Von 1947 bis 1951 war er Abgeordneter der Assembleia Legislativa de Santa Catarina.